# Gmina Oran (Iowa)

Położenie Gminy Oran w hrabstwie Fayette

Gmina Oran (ang. Oran Township) – gmina w USA, w stanie Iowa, w hrabstwie Fayette. Według danych z 2000 roku gmina miała 674 mieszkańców, a jej powierzchnia wynosi 94,94 km².